# Pritoka, Bihać
Pritoka je naselje v občini Bihać, Bosna in Hercegovina. 

## Deli naselja
Danguba, Kula, Ploča, Pritoka, Stojića Brdo, Tihotina in Volarica.

## Prebivalstvo
| Pregled števila prebivalcev po letih | Pregled števila prebivalcev po letih | Pregled števila prebivalcev po letih | Pregled števila prebivalcev po letih | Pregled števila prebivalcev po letih | Pregled števila prebivalcev po letih |
| ------------------------------------ | ------------------------------------ | ------------------------------------ | ------------------------------------ | ------------------------------------ | ------------------------------------ |
| 1948                                 | 1953                                 | 1961                                 | 1971                                 | 1981                                 | 1991                                 |
| -                                    | -                                    | -                                    | 788                                  | 677                                  | 839                                  |

| Narodna sestava prebivalstva po letih                                                                                        | Narodna sestava prebivalstva po letih                                                                                        | Narodna sestava prebivalstva po letih                                                                                        |
| --- | --- | --- |
| 1971 | 1981 | 1991 |
| . skupaj: 788 Srbi 752 (95,43 %) Muslimani 18 (2,28 %) Hrvati 10 (1,26 %) Jugoslovani 3 (0,38 %) drugi in neznano 5 (0,63 %) | . skupaj: 677 Srbi 609 (89,95 %) Muslimani 13 (1,92 %) Hrvati 4 (0,59 %) Jugoslovani 50 (7,38 %) drugi in neznano 1 (0,14 %) | . skupaj: 839 Srbi 759 (90,46 %) Muslimani 31 (3,69 %) Hrvati 4 (0,47 %) Jugoslovani 37 (4,41 %) drugi in neznano 8 (0,95 %) |